# حسني أبو غيدا
حسني أبو غيدا، وزير أردني سابق، مواليد سنة 1945.

## العمل
شغل منصب وزير الأشغال العامة والإسكان في حكومة عبد الرؤوف الروابدة من 04 آذار 1999 حتى 18 حزيران 2000، واستمر في ذات المنصب في حكومة علي أبو الراغب الأولى وحكومة علي أبو الراغب الثانية وحكومة علي أبو الراغب الثالثة على التوالي حتى 22/10/2003 22 تشرين الأول 2003. عاد وزيراً للأشغال العامة والإسكان في حكومة معروف البخيت من 27 تشرين الثاني 2005 حتى 22 تشرين الثاني 2007.